# Siegfried von der Trenck

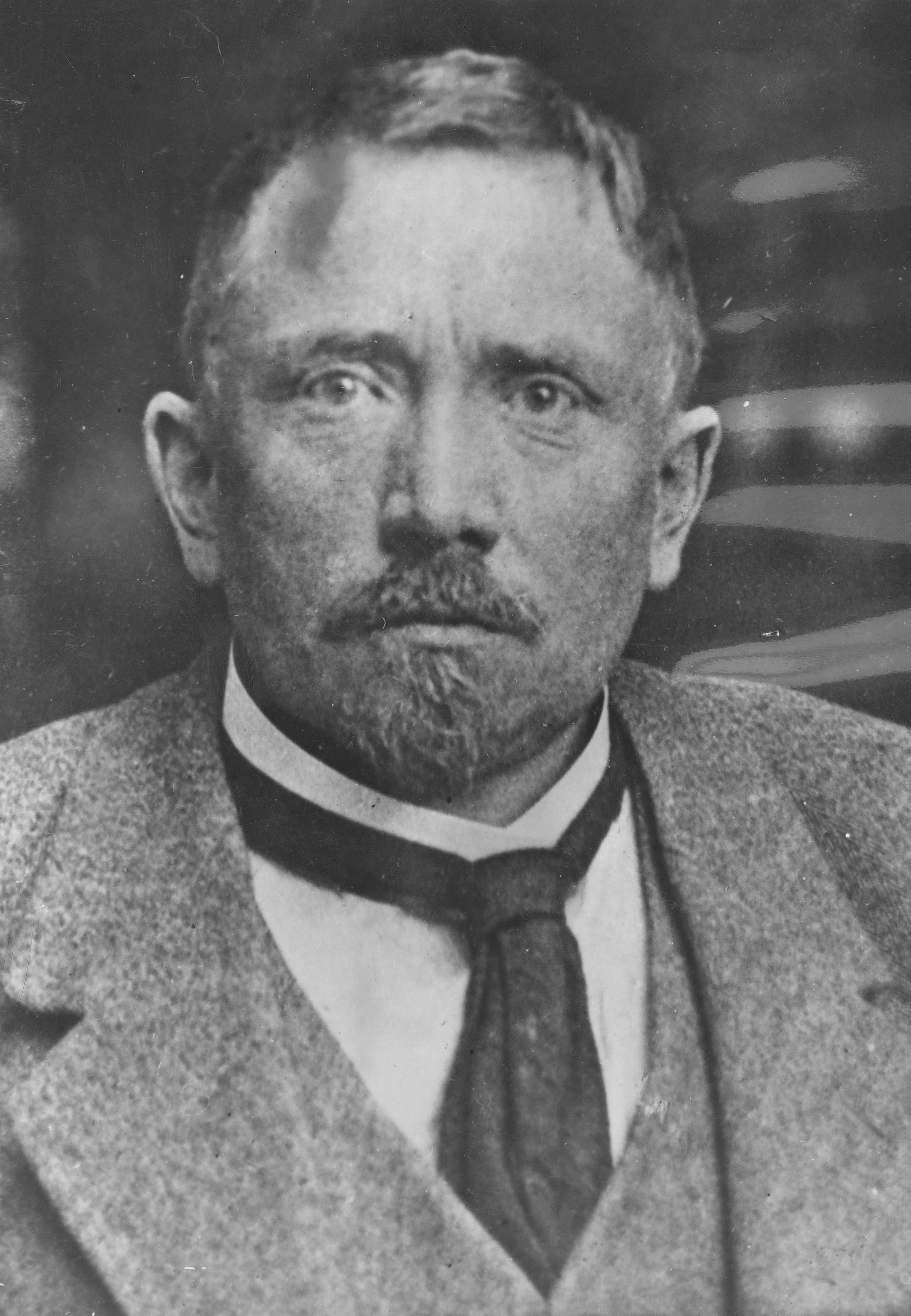

Siegfried Theodor Julius Gustav von der Trenck (kurz Siegfried von der Trenck; * 2. Dezember 1882 in Königsberg (Preußen); † 12. Dezember 1951 in Berlin) war ein deutscher Epiker, Lyriker, Romancier und Essayist. Er entstammt dem alten Adelsgeschlecht Trenck.

## Leben
Aufgewachsen in seiner Geburtsstadt besuchte er das Collegium Fridericianum und legte dort auch sein Abitur ab. Danach studierte er Rechtswissenschaft an verschiedenen Universitäten in Königsberg, Berlin und Freiburg im Breisgau. Nach seinem Referendariat in Berlin war er zunächst Rechtsanwalt am Kreisgericht, später Patentanwalt und Notar in Berlin.
Siegfried von der Trenck war während der Zeit des Dritten Reiches Mitglied des nationalsozialistischen Rechtswahrerbundes.

## Werke
- Die naturalis obligatio im B. G. B., Königsberg 1905 (Digitalisat).
- „Domkonzert“
- „Elfenreigen“
- „Menschenbraut“
- „Das Ewige Lied. Dantes Divina Commedia, durch Versenkung und Eingebung wiedergeboren“ (1921)
- „Das Lebensbuch“ (Trilogie; 1925–28)
  - „Leuchter um die Sonne“
  - „Flamme über der Welt“
  - „Sterne im Blut“
- „Offenbarung des Eros“ (1930)
- „Don Juan - Ahasver. Eine Passion der Erde“ (1930)
- „Herakles - Christus“ (1930)
- „Der Stier und die Krone“ (1933) Digitalisat
- „Volk und Führer“ (1934)
- „Wiedergeburt“ (1937)
- „Schwert aus Gottes Mund“ (1940)